# Marcel Pagnol
Marcel Pagnol (Aubagne, Provenza-Alpes-Costa Azul, 28 de febrero de 1895-París, 18 de abril de 1974) fue un novelista, dramaturgo y cineasta francés. Fue el primer director de cine en convertirse miembro de la Academia francesa.

## Biografía
Pagnol nació en Aubagne, en el departamento de Bocas del Ródano. Fue el hijo mayor del maestro de escuela Joseph Pagnol y la costurera Augustine Lansot. Pagnol fue criado en Marsella junto a sus hermanos Paul y René y su hermana Germaine. En el Liceo Thiers se hizo amigo de Albert Cohen, autor de “Bella del señor”.
Aprendió a leer desde muy temprana edad. Asimismo, pasó muchos veranos con su familia en la villa de La Treille, ubicada en las colinas entre Aubagne y Marsella. Su madre murió el 16 de junio de 1910, a los 36 años, cuando Pagnol tenía 15. Su padre se casó por segunda ocasión en 1912.En 1913, a los 18 años, pasó su bachillerato y empezó a estudiar literatura en la universidad de Aix-en-Provence.
Pagnol se casó con Simone Colin el 2 de marzo de 1916 y en noviembre de ese mismo año, se licenció en Fililogía inglesa. Pagnol fue profesor en varias universidades locales y posteriormente obtuvo un trabajo en un liceo de Marsella.

## Trayectoria
En 1922 se trasladó a París, donde enseñó inglés hasta 1927, año en que decidió dedicarse a la dramaturgia. En esa época, formó parte de un grupo de jóvenes escritores, con uno de los cuales, Paul Nivoix, escribió la obra  Les Marchands de Gloire, estrenada en 1924. En 1928, escribió Topaze, una comedia satírica sobre la ambición. La nostalgia de estar lejos de su tierra natal lo llevó a escribir Marius. Esta obra sirvió de base para su primer filme, en 1931.
En 1926 se separó de Simone Collin (aunque no se divorció hasta 1941), entabló una relación con la joven bailarina inglesa Kitty Murphy. La pareja tuvo un hijo, Jacques, en 1930.Jacques sería asistente de su padre luego de la guerra y posteriormente trabajaría como camarógrafo para France 3 Marseille.

### Cineasta
En 1929, durante una visita a Londres, Pagnol asistió a la proyección de una de las primeras películas sonoras y quedó tan impresionado que decidió dedicarse al cine. Se puso en contacto con los estudios Paramount Picture y les propuso adaptar su obra Marius al cine. La película, dirigida por Alexander Korda, se estrenó el 10 de octubre de 1931 y se convirtió en una de las primeras películas sonoras francesas de éxito.
En 1932, Pagnol fundó sus propios estudios de producción cinematográfica en el campo, cerca de Marsella. A lo largo de la década siguiente, Pagnol produjo sus propias películas, asumiendo diversos papeles en la producción -financiador, director, guionista, jefe de estudio y traductor de guiones a lenguas extranjeras- y empleando a los mejores actores franceses de la época. El 4 de abril de 1946, Pagnol fue elegido miembro de la Academia Francesa y tomó posesión de su escaño en marzo de 1947, siendo el primer cineasta en recibir este honor. 
Las películas de Pagnol hacen hincapié en el diálogo y la musicalidad. Los temas de muchas de las películas de Pagnol giran en torno a la aguda observación de los rituales sociales. Mediante símbolos intercambiables y personajes recurrentes, como padres orgullosos e hijos rebeldes, Pagnol ilumina la vida provinciana de la clase baja. Pagnol también compara con frecuencia a las mujeres con su tierra, mostrando que ambas pueden ser estériles o fértiles. Por encima de todo, Pagnol utiliza todo esto para ilustrar la importancia de los vínculos humanos y su renovación.

### Novelista
En 1941, se divorció formalmente de su primera esposa y, en 1945, se casó con Jacqueline Bouvier (la actriz Jacqueline Pagnol) Tuvieron dos hijos juntos, Frédéric (nacido en 1946) y Estelle (nacida en 1949). Estelle murió a los dos años. Pagnol quedó tan destrozado que huyó del sur y volvió a vivir a París. Volvió a escribir obras de teatro, pero tras la mala acogida de su siguiente obra decidió cambiar de edificio una vez más y comenzó a escribir una serie de novelas autobiográficas -Souvenirs d'enfance- basadas en sus experiencias infantiles.  
En 1957 se publicaron con gran éxito las dos primeras novelas de la serie, La Gloire de mon père y Le château de ma mère, la tercera, Le Temps des secrets, se publicó en 1959, la cuarta, Le Temps des Amours, quedó inacabada y no se publicó hasta 1977, después de su muerte. Mientras tanto, Pagnol se volcó en una segunda serie, L'Eau des Collines -Jean de Florette y Manon des Sources-, centrada en las maquinaciones de la vida campesina provenzal a principios del siglo XX y publicada en 1962. 
Pagnol adaptó su propia película Manon des Sources, con su esposa Jacqueline en el papel principal, en dos novelas, Jean de Florette y Manon des Sources, tituladas colectivamente L'Eau des Collines.
Pagnol murió de cáncer en París el 18 de abril de 1974. Fue enterrado en el cementerio de La Treille, junto a su madre, padre, hermanos y esposa.

## Obras literarias
- La petite fille aux yeux sombres (1921)
- Pirouettes (1921)
- L'infâme truc (1922)
- Les marchands de gloire (1925)
- Un direct au cœur (1926)
- Jazz (1926)
- Marius (1929)
- Topaze (1930)
- Fanny (1932)
- César (1936)
- Notes sur le rire (1947)
- Critique des critiques (1949)
- Judas (1955)
- Fabien (1956)
- La gloire de mon père (1957)
- Le château de ma mère (1957)
- Le temps des secrets (1960)
- L'eau des collines (1964)
- Le secret du masque de fer (1965)
- Cinématurgie de Paris (1966)
- Le temps des amours (1977)

### Ediciones en español
- Marcel Pagnol (2000). La gloria de mi padre. Ediciones Rialp. ISBN 9788432133008.
- Marcel Pagnol (2000). El castillo de mi madre. Ediciones Rialp. ISBN 9788432133169.

## Adaptaciones cinematográficas
- En 1986, Jean de Florette y Manon des Sources fueron adaptadas por el cineasta Claude Berri.
- En 1990, Yves Robert rodó La Gloire de mon père y Le château de ma mère, recuerdos cariñosos de la infancia de Pagnol.
- En 2000, Jacques Nahum produjo Marius, Fanny y César para la televisión francesa.
- En 2011, Daniel Auteuil rodó La Fille du puisatier. En 2013, Marius y Fanny fue rehecha por Daniel Auteuil.
- En 2022, Le Temps Des Secrets fue adaptada y filmada por Christophe Barratier.

## Premios y reconocimientos
- 1939: Mejor película extranjera por Harvest - Premios del Círculo de Críticos de Cine de Nueva York
- 1940: Mejor película extranjera por La mujer del panadero - Premios del Círculo de Críticos de Cine de Nueva York
- 1950: Mejor película extranjera por Jofroi - Premios del Círculo de Críticos de Cine de Nueva York
- El 28 de febrero de 2020 Google celebró su 125 cumpleaños con un Google Doodle.[5]

## Filmografía
- Marius (1931)
- Fanny (1932)
- Le gendre de monsieur Poirier (1933)
- Jofroi (1934)
- Angèle (1934)
- Tartarin of Tarascon (1934)
- L’article 330 (1934, cortometraje)
- Merlusse (1935)
- Cigalon (1935)
- Topaze (1936), first version
- César (1936)
- Regain (1937)
- Le Schpountz (1938)
- La Femme du boulanger (1938)
- Monsieur Brotonneau (1939)
- La Fille du puisatier (1940); remade in 2011
- La Prière aux étoiles (1941, unfinished)
- Naïs (1945)
- La belle meunière (1949, en color)
- The Ways of Love (1950)
- The Prize (1950)
- Topaze (1951, protagonizada por Fernandel), segunda versión
- Manon des sources (novelada posteriormente como L'eau des collines; rehecha en 1986 en dos partes como Jean de Florette y Manon des Sources)
- Manon des sources (1953)
- Les Lettres de mon moulin (1954)